# Руснак Ірина Євгеніївна
Руснак Ірина Євгеніївна (9 червня 1964, Новоукраїнка, Україна) — український фахівець у галузі літературознавства, доктор філологічних наук, професор.

## Наукова діяльність
У 1986 році з відзнакою закінчила Кіровоградський державний педагогічний інститут імені О. С. Пушкіна. Працювала вчителем української мови і літератури. Від вересня 1993 року — викладач, старший викладач, доцент Кіровоградського державного педагогічного університету імені Володимира Винниченка.
У 1995 році захистила дисертацію на тему «Літературна творчість Д. І. Яворницького і розвиток української прози початку ХХ століття», здобувши науковий ступінь кандидата філологічних наук.
Від вересня 1996 року — доцент, професор, завідувач кафедри української літератури, декан-директор інституту філології й журналістики, проректор з наукової роботи Вінницького державного педагогічного університету імені Михайла Коцюбинського.
У 2007 році, за результатами успішного захисту дисертації на тему «Художня модифікація національної історіософії в прозі Уласа Самчука», отримала науковий ступінь доктора філологічних наук.
Від вересня 2016 року — професор кафедри української літератури і компаративістики; від березня 2019 року — директор Інституту філології; з вересня 2022 року — декан Факультету української філології, культури і мистецтва Київського університету імені Бориса Грінченка.
Член редакційних колегій видань:
- Літературний процес: методологія, імена, тенденції (Київський університет імені Бориса Грінченка);
- Українська мова і література в школах України (ДІВП видавництво «Педагогічна преса»);
- Наукові записки КДПУ: Серія «Літературознавство» (Центральноукраїнський державний педагогічний університет імені Володимира Винниченка);
- Філологічний дискурс: Збірник наукових праць (Хмельницька гуманітарно-педагогічна академія).
- Літературологія (Дрогобицький державний педагогічний університет імені Івана Франка).

Сфера наукових інтересів: українська література міжвоєнної доби, українська еміграційна література, творчість Уласа Самчука, Миколи Чирського та інших письменників-вісниківців.
Авторка більше 200 наукових праць, серед яких:
- монографії:
  - «Я був повний Україною…»: Художня історіософія Уласа Самчука: Монографія. — Вінниця: ДП ДКФ, 2005. — 406 с.
  - Із «когорти сурових лицарів традиційності»: Статті про творчість Уласа Самчука. — Вінниця: ТОВ фірма «Планер», 2007. — 127 с.
  - Художня історіософія Уласа Самчука: Монографія. — Вінниця: ДП «ДКФ», 2009. — 368 с.
  - Художній світ прози письменників-вісниківців. — Вінниця: ПП Балюк І. Б., 2011. — 232 с.
  - Микола Чирський: Сильвета про творче горіння на бойовій стійці : монографія / Руснак Ірина, Київський столичний університет імені Бориса Грінченка. Київ: Київ. стол. ун-т ім. Б. Грінченка, 2025. 392 с
- навчальні посібники з грифом МОН України:
  - Думи та історичні пісні: тексти та їх інтерпретація. — Кіровоград, 1999. — 96 с.
  - Український фольклор: Навчальний посібник. — К.: ВЦ «Академія», 2010 (перше видання), 2012 (друге видання). — 304 с. (Серія «Альма матер»).

Упорядник, автор передмов, коментарів і словників до видань творів Уласа Самчука, що вийшли у видавництві "Фоліо" 2022 року: "Саботаж УВО", "Драми", "Гори говорять. Сонце з Заходу", "На твердій землі".

## Відзнаки і нагороди
Відмінник освіти України (2009), Флагман освіти і науки України (2013), медаль Бориса Грінченка "За особистий внесок у розвиток Університету" (2024).
.

## Наукові праці Ірини Руснак в Internet
https://scholar.google.com.ua/citations?hl=uk&user=k3qMJ70AAAAJ
https://www.researchgate.net/profile/Iryna-Rusnak
http://eportfolio.kubg.edu.ua/teacher/1416 [Архівовано 30 січня 2020 у Wayback Machine.]

## Рецензії на наукові праці Ірини Руснак
1. Мафтин Н. Український космос творчості Уласа Самчука [Рец. на кн.: «Я був повний Україною…»: Художня історіософія Уласа Самчука: Монографія. — Вінниця: ДП ДКФ, 2005. — 406 с.] // Слово і Час. — 2006. — № 4. — С. 76–79.
2. Крупач М. Історіософський «документ у слові» Уласа Самчука [Рец. на кн.: «Я був повний Україною…»: Художня історіософія Уласа Самчука: Монографія. — Вінниця: ДП ДКФ, 2005. — 406 с.] // Визвольний шлях. — Кн. 5 (698). — 2006. — Травень. — Річник 59. — С. 120—123.
3. Подолинний А. Історіософські коди прози Уласа Самчука [Рец. на кн.: «Я був повний Україною…»: Художня історіософія Уласа Самчука: Монографія. — Вінниця: ДП ДКФ, 2005. — 406 с.] // Наукові записки Вінницького державного педагогічного університету імені Михайла Коцюбинського: Зб. наук. праць. Серія «Філологія». — Вип. 8 / Відпов. ред. Н. Іваницька. — Вінниця: Діло, 2006. — С. 248—250.
4. Клочек Г. Історіософькі коди прози Уласа Самчука // Руснак І. Художня історіософія Уласа Самчука: Монографія. — Вінниця: ДП «ДКФ», 2009. — С. 4–6.
5. Вертій О. Усна народна творчість і проблеми педагогічного спілкування [Рец. на кн.: Український фольклор: Навчальний посібник. — К.: ВЦ «Академія», 2010. — 304 с. (Серія «Альма-матер»)] // Міфологія. — 2012. — Січень — березень. — № 1 (10). — С. 103—106.
6. Іванишин П. Українське літературознавство постколоніального періоду: монографія / П. Іванишин. — К.: ВЦ «Академія», 2014. — С. 109. — (Серія «Монограф»).
7. Ковалів Ю. Електронний ресурс. Режим доступу: https://www.facebook.com/permalink.php?story_fbid=546041092444115&id=100011146874443